# Literatura de consum
La literatura de consum, popular o de masses és aquella que està lligada al consum. Neix al segle xix com a producte de les societats industrialitzades i és consumida per gran part de la població.

## Introducció
Ens referim a literatura de consum a tot allò (article, còmic, novel·la...) imprès on apareixen diferents històries amb l'objectiu de divertir i entretenir a un públic popular. Aquestes històries tenen personatges amb característiques similars entre si, amb un temps i espai.
Fa referència a una classe de texts dins de la novel·la caracteritzats per la seva acceptació general pel gran públic, constituint una forma barata i estesa d'entreteniment. A més d'entreteniment, la novel·la popular és tot un referent per a la gran majoria de lectors i conforma uns valors que es graven en l'inconscient col·lectiu en forma de pautes de comportament.
Com a gènere, aquesta nomenclatura engloba la vasta producció literària que es dona al segle xix i bona part del segle XX principalment a França, Espanya, Mèxic i altres països d'Amèrica.
A diferència de les obres amb alt valor estètic, les novel·les de consum es basen en les regles del mercat, és per això que els seus personatges estan tan estereotipats i es produeixen d'aquesta manera. Aquesta literatura implica un interès econòmic, que fa que l'autor perdi validesa en construir-se com un objecte de consum. L'estructura es basa en temàtiques acumulades i es concentra el material temàtic. Sol ser menyspreada per grups culturals dominants.

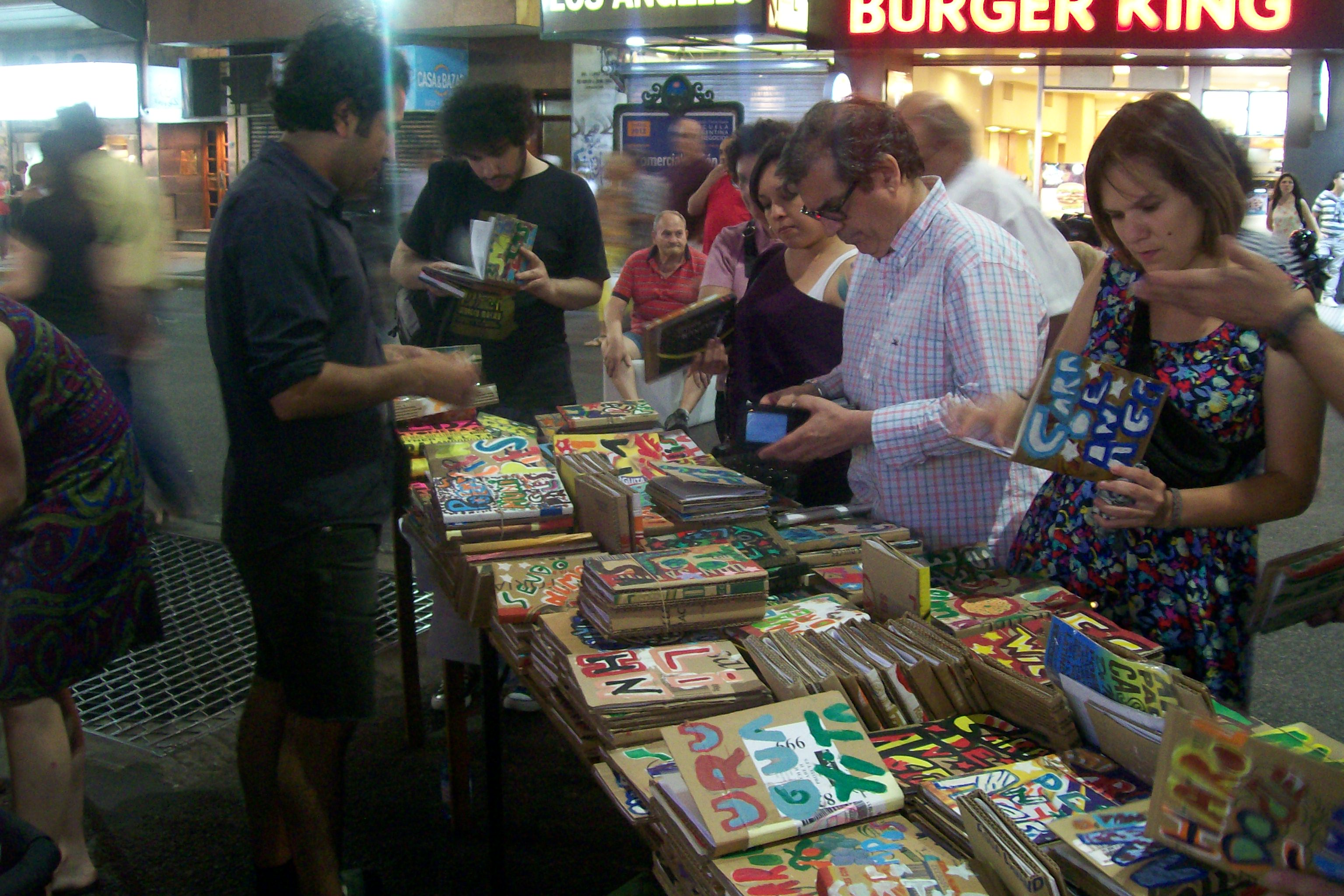
Venda ambulant de llibres.

Joan Fuster afirma que "no hi ha literatura que no sigui de consum, si bé es mira: algú escriu perquè algú ho llegeixi, i llegir és consumir en qualsevol context", és a dir, que tots els llibres es poden considerar de literatura de consum, ja que qui escriu un llibre ho fa amb la intenció que algú ho llegeixi, per tant ho consumeixi.
Per aquest motiu, designa la literatura de consum com una literatura majoritària i, per tant, la que llegeix una gran part de la gent.
"Les multituds llegeixen, encara que no sempre «literatura» potent", tothom pot llegir però no una literatura d'alta dificultat lèxica o expressiva perquè l'avorriria, així que necessita llibres més lleugers i fàcils de llegir. Fuster defensa la necessitat de consum.
Fuster també ens expressa l'opinió dels crítics sobre aquest tipus de literatura. La denominen "infraliteratura", ja que per a ells és una literatura inferior, més fàcil de comprendre i menys important, però que igualment les masses consumeixen.

## Evolució narrativa
A partir del segle xvi, en el Renaixement, s'experimenta la distinció dels gèneres literaris, els quals es divideixen en subgèneres, existeixen excepcions que no segueixen els caràcters genèrics indicats, sinó que hi ha una barreja, com la Celestina que hi ha una barreja entre el tràgic i el còmic.
Aristòtil va ser el primer teòric que va classificar la poesia segons el contingut i la forma. Horaci va dir que els gèneres eres diferents i que s'han de mantenir separats segons combini el contingut amb la forma corresponent.

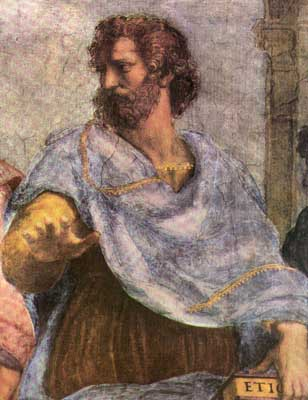
Quadre on hi apareix retratat el filòsof Aristòtil.

L'origen del gènere narratiu es va donar principalment en les primeres epopeies durant la literatura de l'Antiga Grècia, on podíem trobar narracions de veritables aventures èpiques creades per Homer, com són la Ilíada i l'Odissea, on podíem trobar un heroi en aquest cas Odisseu que es destacava per les seves accions heroiques en el seu intent de tornar a Ítaca per retrobar-se amb la seva esposa estimada. Però, com que no existeix cap mètode per transmetre totes aquestes històries en format de llibres, eren els bards o aedes que mitjançant la narració d'aquestes històries la transmetien a moltes persones amb la finalitat de preservar aquesta cultura literària tan àmplia que podem trobar en la Literatura de l'Antiga Grècia.
Les narracions medievals  
Els grans narradors de l'Edat Mitjana eren els joglars, que recitaven històries sobre cavallers i herois famosos de temes molt variats, els cantars de gesta. En podem destacar: El poema del Mío Cid.
També en van destacar els romanços, narracions en vers que tractaven de diferents temes: guerres, llegendes, històries d'amor...
Al marge de les narracions dels joglars, tenim la recopilació de contes populars. Aquests contes populars tenen el seu origen en un text narratiu més ample, com seria un llibre.
Com seria per exemple El Conde Lucanor.
La narració dels segles xvi i xvii
Es coneixen com els Segles d'Or de la literatura espanyola, pels alts cims que assoleixen els seus autors i obres.
A mitjans del segle xvi, sorgeix la novel·la picaresca. Aquest tipus de narració té forma autobiogràfica: el protagonista, narrador personatge, explica les aventuras de la seva vida.
Exemple: Lazarillo de Tormes.
A principi del segle xvii, es publica una obra mestra de la literatura universal: Don Quijote de la Mancha, una paròdia sobre els llibres de cavalleria.
En aquest sentit apareixen també gèneres nous o evolucionats a favor d'aquest liberalisme; com la novel·la bizantina (procedent de les literatures grega i romana d'Orient) la qual es conrea a la fi del segle xvi i principis del xvii, són narracions realistes que es converteixen en gèneres en què tot té cabuda; en ells apareixen reflexions morals, narració, teatre, generant un efecte anticlàssic.
La narració en els segles xviii i xix
En el segle xvii existeix un tipus tradicional de narració anomenada faula. La faula és un relat amb intenció didàctica, on els seus personatges són animals. Són personificats per l'autor i representen diferents costums, qualitats o defectes dels éssers humans. Solen estar escrites en vers i acaben amb ensenyament.
Un dels fabulistes més conegut va ser Félix María Samaniego.
Al segle xviii es recupera de nou la concepció clàssica del gènere literari des del punt de vista del classicisme; d'aquí que es digui Neoclassicisme. La novetat neoclàssica és que recupera la distinció de forma rigorosa i estableix una teoria jeràrquica dels gèneres literaris. Distingeixen els gèneres majors (tragèdia i èpica) i els gèneres menors (comèdia i subgèneres com sainets, cançons, lírica tradicional), el que implica una avaluació de les obres literàries. A més, s'insisteix molt que els gèneres literaris són immutables, eterns i que la fi de la literatura és la d'ensenyar, per al que es necessiten regles, sorgint així les acadèmies per evitar l'hibridisme del Barroc.
Des de la segona meitat del segle xvii i durant la part del segle xix, es desenvolupa un corrent conegut com a Romanticisme. En aquesta època van destacar les llegendes, on destaca Gustavo Adolfo Bécquer.
La narració a partir del segle XX
 Des de principis del segle xx, el gènere narratiu experimenta grans canvis: els autors busquen nove formes de novel·la: 
- S'experimenta amb l'estructura donant freqüents salts temporals.

- S'introdueixen elements fantàstics procedents del món dels somnis.

- Se substitueixen freqüentment els diàlegs pels monòlegs.

- La novel·la barreja diferents tipus d'elements: crònica, diari, conte, etc.

Un dels grans novel·listes del segle XX és el colombià Gabriel García Márquez.

## Convencions i comercialització de la narrativa.
El model narratiu compta també amb altres condicionants derivats de les característiques indispensables del gènere en el qual s'expressa, la narrativa curta, a les quals s'afegeixen, també, les exigències de la forma de comercialització i dels mecanismes de consum mitjançant els quals arriba als lectors. Així doncs, funció, gènere, comercialització i consum acaben determinant l'estil i la forma d'aquesta narrativa que tendeix, inevitablement, a la simplificació i a la síntesi.
Al principi del seu desenvolupament, la literatura agrupava a tots els escrits amb algun valor artístic. S'associava a la condició del lletrat o savi, pel qual comprenia tant a les obres les quals el seu objectiu era únicament artístic, com els escrits filosòfics, històrics,etc. El que estava escrit era el que perdurava, el que només mereixia ser recordat se li concedia l'honor de ser escrit.
Aquest fet va contribuir a la diferenciació entre la llengua literària i la vulgar. La literatura escrita es va convertir en un privilegi i en un distintiu de la classe dominant.

## Gèneres

### Eròtic
Definició: En l'àmbit literari l'erotisme apareix freqüentment vinculat a la problemàtica social de la pornografia, sent difícil la distinció entre un i l'altre, feta sempre en funció de criteris subjectius i d'imperatius socioculturals.
Exemples:
Mostres de la literatura eròtica són, dins de la seva diversitat, el bíblic Cantar de los cantares, el Kama-sutra indi, la famosa obra Lacarne como tapiz de oración a la Xina antiga i els noms clàssics de Anacreonte i Safo, a Grècia, i de Catul,Ovidi (Ars amandi), Apulei i Petroni(Satyricon). Títols destacables a l'Edat Mitjana van ser Il Decamerone,de Boccaccio, TheCaterbury Tales, de Chaucer i el Libro de buen amor,de l'Arcipestre de Hita, i entre els del Renaixement senyalem alguns espanyols-La celestina, de Rojas, La lozana andaluza, de F. Delicado, l'obra anònima La carajicomedia-,junt amb noms com els del francès Rabelais i l'italià Aretino.[1]
Referències en diferents països:
A França:
Particular menció mereix la literatura eròtica francesa del s. XVIII, en la que van destacar títols com Les liaisons dangereuses, de Choderlos de Laclos, algunes obres de Diderot i, sobretot, les que va firmar el famós marques de Sade, com són Justin ou les malheurs de la vertu, La nouvelle Justine i Les 120 journées de Sodome, entre altres; en els segles següents cal citar els noms de Baudelaire i de Verlaine (autor, amb A.Rimbaud, de la col·lecció de sonets Stupra) en el s.XX els de Rachilde, Colette, G. Apollinaire, P.Régan, autora de Histoire d'O, J.Genet, M.Duras i, més recentment, R. Peyrefitte i Y. Navarre.
A Espanya:
En la primera meitat del s.XX va sorgir a Espanya un grup d'escriptors cultivadors d'una narrativa específicament eròtica: F. Trigo, P. Mata, E. Zamacois, A. Retana, J. Belda.
A Anglaterra:
Menció especial mereixen els autors que van donar brill a l'erotisme en la literatura anglosaxona del s.XX, com el britànic D. H. Lawrence, autor de Lady Chatterley's Lover i els estadounidens H.Miller, N. Mailer, W. Burroughs, Ch. Bukowski i T.Southern.[2]

### Ciència-ficció
Definició i datació:
Gènere literari basat en ingredients extraordinaris però racionalitzables per la imaginació centrada en el desenvolupament de les possibilitats científiques i tècniques.
El gènere s'anà establint a la segona guerra a la meitat del s.XIX amb JULES VERNE, H.G.Wells, i al s.XX amb Edgar Rice Burroughs i Abraham Merritt.
Influència:
La ciència-ficció està molt estesa, però se li dona més importància als EUA i a l'URSS.
Va tenir les primeres manifestacions en diverses revistes com Thrill Books (desapareguda el 1920), i Weird Tales (1923-1953 amb col·laboracions de H. P. Lovecraft i Ray Bradbury).
Fets:

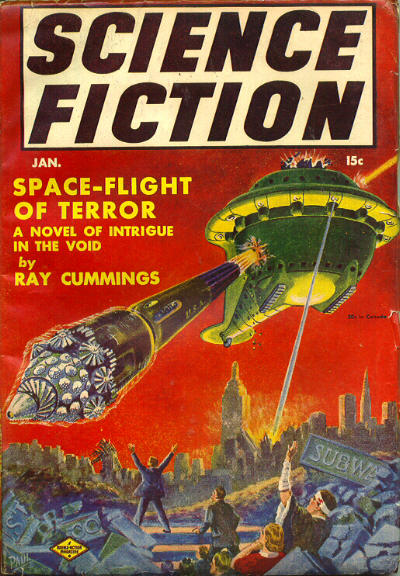
Llibre de ciència-ficció (Science Fiction, volum 2)

-El 1926 Hugo Gernsback consolida la fundació de la revista Amazing Histories i Wonder Stories adreçada a aquest gènere.
-La ciència-ficció adquireix popularitat després de la Segona Guerra Mundial.
-Als anys 60 els mitjans de comunicació centren el seu interès en la ciència-ficció.
-Als còmics aquesta temàtica s'ha utilitzat repetidament fins a fer-se típica.
A Catalunya
La ciència-ficció es va desenvolupar amb dificultat, només als inicis. Així certs precedents de dubtosa filiació com Homes Artificials (1912) de Frederic Pujulà i Valles i L'illa del Gran Experiment (1927) d'Onofre Parés únicament han estat seguits, ja més clarament definides per les novel·les d'Antoni Rivera (Els Homes Peixos, 1954) i, de Manuel de Pedrolo (Mecanoscrit del Segon Origen, 1974).

#### Cyberpunk
Definició:
S'aplica aquest nom a l'alternativa sorgida l'any 1980 inspirada a partir de la ciència-ficció. És quan agafa més importància sobretot als cercles acadèmics que va ser objecte d'estudi del post modernisme.
Trama general:
La trama gira al voltant d'un món informatitzat, ambientat en un futur pròxim i sol tractar els conflictes entre hackers, intel·ligències artificials i megacorporacions.
Subtipus:
Cal distingir entre el ciberpunk, l'obra tractada va sobre personatges marginals que es desenvolupen en entorns altament informatitzats (ciberespai). A la qual s'uneixen autors com N.Stepherson i W.Gibson.
I l'altre ciberpunk més ideològic que recull part de la càrrega contestatària del moviment punk i la transfereix al pla de la realitat virtual paral·lela creada per les xarxes informàtiques globals. En aquest promou alternatives per contrarestar les possibilitats totalitàries de les tecnologies de la informació.

#### Òpera espacial
Definició:
És un dels subgèneres més humorístics de la ciència-ficció. Es tracta de barrejar una història romàntica, amb tocs melodramàtics i les aventures a l'espai exterior, viatjant cap a estrelles i planetes llunyans. Pot donar origen a conflictes amb diferents éssers d'altres planetes molt més avançats.
Origen:
L'escriptor Wilson Tucker va utilitzar per primera vegada el terme space opera el 1941 per referir-se al que ell percebia com a vicis i tòpics de la ciència-ficció del seu temps, fent referència al gènere de les western òperes, molt populars al començament del segle XX als Estats Units.
Com fan notar David G. Hartwell i Kathryn Cramer a la seva antologia de space opera The Space Opera Renaissance (2006), "no hi ha consens sobre què és la space opera, quins autors són un millor exemple d'ella o fins i tot quins treballs quedarien englobats en ella. "La space opera ha tingut diferents definicions al llarg de la seva història, que s'han vist afectades per la política literària del moment. El que ara s'anomena space opera abans es deia fantasia científica, mentre que allò al que originalment es coneixia amb el terme ha deixat d'existir.
Consolidació:
Consolida el gènere, el crític de ciència-ficció Gary K. Wolfe en la seva col·lecció d'assaigs Evaporating Genres: Essays on Fantastic Literature, a la qual dedica bastant atenció a la consolidació de la literatura de ciència-ficció, tal com l'entenem avui dia, entre les pàgines de les revistes pulp durant la dècada dels anys trenta.
Característiques:
-Presenta una història romàntica.
-El lloc on es desenvolupa l'acció és l'espai.
-Solen haver-hi conflictes amb altres éssers amb majors habilitats i tecnologia responent a l'arquetip heroi-vilà.
-Els personatges, batalles, temes i poders dels personatges tendeixen a ser en gran escala.
Exemples:
- La sèrie de Alastair Reynolds Revelation space.
- Star wars portada al cinema per George Lucas.

### Drama
Descripció:
Gènere literari que compren les obres escrites per ser representades, són obres de caràcter greu, sentiments patètics i conflictes socials o psicològics. El drama presenta formes molt diverses, però es pot dir que és una barreja entre comèdia i tragèdia, on l'acció s'imposa a la narració.
Inici i història:
Apareix ja a l'època clàssica en forma de teatre però el cultivaven més bé els grecs que no pas els llatins, i s'anomenava drama satíric. Torna a aparèixer a l'Edat Mitjana en forma de drama litúrgic, és a dir, textos sagrats. Al segle xvi i XVII floreix a Anglaterra el drama isabelí que eren majoritàriament obres de Shakespeare. A pareix a França al s. XVIII el drama burgès, sota la influència de Shakespeare, el drama burgès i les teories de l'italià Manzoni s'elabora a França el drama romàntic que s'imposa a les obres de Víctor Hugo, Musset i Alexandre Dumas pare.
Altres països on és important: Noruega, Suècia, Rússia, Alemanya, Irlanda i Itàlia.
A Espanya:
A final del s. XIX el drama espanyol cobra un nou auge amb Benavente, Villaespesa, Marquina. Durant els segles d'or van ser Calderón de la Barca i Lope de Vega els més importants d'una sèrie d'autors.
A Catalunya:
Comença al s.XIX amb el romanticisme. Des del 1821 s'hi distingeixen en autors com: Andreu Fontcuberta i Jaume Tió i Noè però escrivien en castellà. A la renaixença Eduard Vidal i Valenciano inicien el drama consumista i rural. El gènere s'incrementa en els decennis següents i el mateix Àngel Guimerà el conreà. Els modernistes l'incorporen al naturalisme, els representants van ser: Santiago Russinyol, i Joan Puig i Ferreter. El noucentisme posa de moda el drama burgès semblant a la comèdia llagrimosa.

### Misteri

#### Policíaca/Detectivesca
Definició:
Subgènere literari basat en la investigació i repressió d'actes criminals per part de les forces policíaques i sobretot per l'acció d'investigadors privats.
Origen:
```
El gènere es pot considerar iniciat a mitjans del s. XIX amb E. A. Poe.
```

Característiques:
Els seus trets característics són la intriga, el misteri, el fet de saber mantenir constantment l'atenció del lector, amb un estil viu i amè.
Autors:
Ocasionalment es conrearen en certs aspectes H.de Balzac, E. Sue, A.Dumas, etc. Però la màxima florida es troba en l'escola anglosaxona, amb sir A.Conan Doyle, creador del detectiu Sherlock Holmes, i G.K.Chesterton, amb el pare Brown. A França, M.Leblanc creà la figura de l'elegant lladre Arseni Lupin, i P.Souvestre i M.Allain escriviren la sèrie de Fantomas. Importants autors posteriors són Agatha Christie, amb el seu investigador Hèrcules Poirot, E.Wallace.

##### Novel·la negra
Definició:
 Gènere literari sorgit als EUA a la darreria dels anys vint. Basada en l'estructura i la trama pròpies de la novel·la policíaca, incideix en els aspectes més tèrbols de la societat contemporània, com són la corrupció, la violència i l'abús de poder.
Origen: 
Començà a publicar-se en revistes d'abast popular ("Pulp Magazines"), d'entre les quals es destacà Black Mask.
Gènere en un principi circumscrit als EUA, ben aviat s'estengué a Europa, on sorgirien autors que s'hi dedicaren o que n'adoptaren trets característics.
Característiques:
- Té un gran interès en el context social així com la identificació més o menys explícita entre els mètodes i els objectius dels representants de l'ordre establert i el dels delinqüents, que diferencien aquest gènere de la novel·la policíaca tradicional.
- N'és típic l'estil concís i senzill, el predomini del llenguatge col·loquial i un realisme que ressalta els aspectes més truculents de l'acció.
- La narració sol ser protagonitzada per un detectiu amb trets psicològics i morals característics (desengany respecte a la justícia institucional, codi ètic rigorós, individualisme, etc.).
Autors:
D'entre els representants més destacats cal esmentar els americans D.Hammett, R.Chandler, R.McDonald, J.M.Cain i Horace McCoy, els anglesos J.H.Chase i J. Le Carré, els francesos S.Japrisot i J.P.Manchette, l'italià G.Scerbaneco i el suís F.Dürrenmatt.
Als Països Catalans s'han destacat M.de Pedrolo, R.Tasis i, més recentment, J.Fuster, A.Martín i F.Torrent i, en castellà, M.Vázquez Montalbán. Un paper destacat en la difusió de la novel·la negra en català l'ha tingut la col·lecció "La Cua de Palla", d'Edicions 62.
Edgar Allan Poe (Els crims del carrer Morgue, Editorial Catalana, 1918, i també alguns dels seus contes terrorífics), Crim (1936), de Mercè Rodoreda, rebutjada posteriorment per l'autora.

### Fantasia
Novel·la fantàstica:
S'estengué a partir del Romanticisme, i ha continuat durant els segles XIX I XX.
És un gènere literari caracteritzat per una temàtica irreal, nascuda de la fantasia.
Apareixen elements i personatges imaginaris i extranaturals.
Incorporació de tècniques que creen una atmosfera d'irrealitat.
Recursos:
- Desafiament de les lleis de la física.
- Desaparició de límits entre la vida animal i la humana.
- Aparició d'animals fantàstics, éssers desproporcionats, vampirs, fantasmes, bruixes, diables, etc.
Temes com la mort, la metamorfosi, els mites, etc.
Actualment en el camp de la literatura fantàstica predomina la producció de ciència-ficció.

#### High Fantasy (entre el bé i el mal)
Definició
És un subgènere de la ficció de la fantasia, definit ja sigui per la seva ubicació en un món imaginari o per l'alçada èpica dels seus personatges, temes i la trama. El terme "high fantasy" va ser encunyat per Lloyd Alexander en un assaig de 1971.
Es defineix com fantasia de ficció ambientada en una alternativa, de ficció ("secundària") mundial, en lloc de la realitat, o el món "primari". El món secundari sol ser internament coherent, però les seves regles difereixen de les del món primari. Per contra, sota la fantasia es caracteritza per estar situat en el primari, o el món "real", o un món de ficció racional i familiar, amb la inclusió d'elements màgics.
Característiques
Les característiques típiques del High Fantasy inclouen elements fantàstics com els elfs, les fades, nans, dracs, dimonis, màgia o bruixeria, bruixots o mags, idiomes construïts, missions, temes de majoria d'edat, i les narratives de diversos volums.
Personatges
Els personatges se'ls diu des del punt de vista d'un heroi principal. Sovint, gran part de la trama gira entorn del seu patrimoni o misteriosa naturalesa. En moltes novel·les de l'heroi és un orfe o inusual germà, sovint amb un extraordinari talent per la màgia o el combat. Ell o ella comença la història jove, si no com un nen real. En altres obres que és un individu completament desenvolupat amb el seu propi caràcter i esperit. En High Fantasy no es limita a un protagonista masculí.
Bé contra el mal
Bé contra el mal és un concepte comú en el High Fantasy, i el caràcter del mal és sovint un concepte important en una obra d'alta fantasia, com El Senyor dels Anells. De fet, la importància dels conceptes del bé i el mal pot ser considerada com la marca distintiva entre el High Fanatsy i espasa i bruixeria. En molts treballs, aquest conflicte marca una profunda preocupació per les qüestions morals; en altres obres, el conflicte és una lluita de poder, on, per exemple, els mags es comporten irresponsablement si són "bons " o "dolents". La lluita entre el bé i el mal s'utilitza principalment com un teló de fons dels conflictes més complicats d'interès, com els conflictes entre les diferents faccions formalment en el mateix costat en el mal conflicte bé contra .
Saga o sèrie
Des de Tolkien a l'època actual, els autors d'aquest gènere tendeixen a crear els seus propis mons en què es van fixar les narratives de diversos nivells, com Shannara, Cròniques de Belgarath, El Malloreon, La Roda del Temps, Malazan Llibre dels Caiguts, El Cicle d'Herència, La companyia Negre, l'Espasa de la Veritat, i la memòria, tristesa, i Thorn.

#### Light Fantasy (humorístic i paròdies de la High Fantasy)
Definició
És un subgènere de la fantasia. Diversió, aquesta fantasia té un to lleuger, com el seu nom indica (Light significa "llum " en anglès). Es va trobar el seu material de burla o paròdia de la fantasia anomenada clàssica, especialment de High Fantasy que, per contra, té sobretot una trama i els temes seriosos.
Light Fantasy juga amb tots els registres d'humor: la ironia, sàtira, paròdia, burlesca, però també pot utilitzar el sentit i l'absurd per ressaltar l'absurditat de les escenes, o compensar.
Temes
Els temes són molt greus i terribles i són desviats del seu objectiu principal en la Light Fantasy.

### Novel·la rosa
Definició:
 La novel·la rosa és un gènere novel·lístic caracteritzat pel seu caràcter sentimental ple de sensibleria, sobre els problemes amorosos d'una parella, que es resolen sempre en un final feliç.
Origen:
Es considera que prové del Romanç, gènere literari medieval. La novel·la rosa s'ha originat i desenvolupat sobretot en llengua anglesa. Això no obstant, el tema amorós amb final feliç és clàssic dins la història de la literatura.
Orgull i prejudici (Pride and Prejudice,1813), escrit per Jane Austen, Cims Borrascosos (Wuthering Heights, 1847), d'Emily Brontë, i Jane Eyre (1847), de Charlotte Brontë són considerades novel·les roses clàssiques.
Característiques:
Segons Pamela Regis és un treball de ficció que explica la història d'un festeig i un comprometement d'una o més heroïnes. A partir d'aquesta definició al·lega Regis, que es poden determinar vuit elements essencials a la novel·la rosa:  
-Societat ben definida.
-Primer contacte dels qui seran els dos enamorats.
-Els obstacles que s'interposen perquè l'amor es consumeixi.
-L'atracció entre ambdós.
-La declaració d'amor.
-Un conjunt de factors que fan que es pensin que el seu amor és impossible 
-El reconeixement del seu amor.
-I finalment el comprometement d'ambdós.
A més a més, els tres factors accidentals: un ball, una festa o una boda. La presència d'una persona que carrega amb unes culpes que no li corresponen i la conversa amb un opositor de la parella.
Actualitat:
Aderde és una associació d'autores romàntiques d'Espanya que va néixer per fomentar el gènere romàntic i aconseguir que sigui considerat com un més dintre de la literatura en general, algunes de les autores espanyoles que de moment la formen són: Megan Maxwell, Mónica Peñalver, Lucía González Lavado, Raquel Barco...

### Terror
Definició i datació:
Subgènere novel·lístic els antecedents del qual es troben ja en la novel·la gòtica preromànica que se centra en elements terrorífics,els quals hom troba ja en algunes de les narracions d'Edgar Allan Poe i alguns mites com el de Frankenstein i posteriorment del comte Dracula.
Característiques:

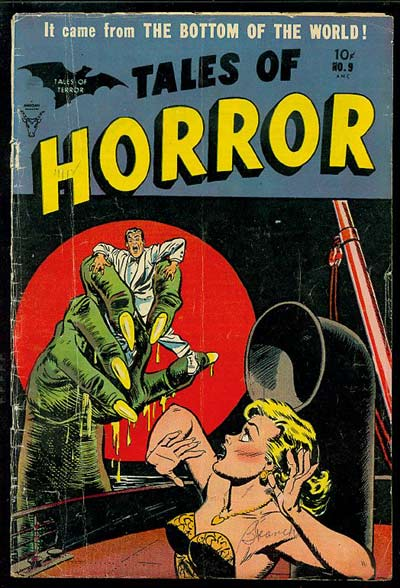
Llibre de terror (Tales of Horror)

Els elements principals com els personatges, temes, escenaris, d'aquest tipus de gènere són sobrenaturals o paranormals. Dins de l'argument de les obres d'aquest tipus podem destacar: 
-L'aparició de la mort i el misteri molt sovint.
-Aïllament dels personatges.
-Un escenari més aviat fosc.
-Caràcter dels personatges fort i marcat.
Aquest subgènere pretén esgarrifar i espantar el lector, encara que també crear-li una sensació i emoció de por.
Orígens:
A la fi del segle xviii i principis del XIX, com a reacció al racionalisme i bon gust de l'estètica del Neoclassicisme, alguns autors a Anglaterra i Alemanya, abans del Romanticisme (Preromanticisme) van començar a interessar-se per la història, les supersticions i les llegendes, la por, el terror i els ambients lúgubres i decadents, moltes vegades vinculats amb l'Edat Mitjana, com a elements narratius.
A partir del Romanticisme va sorgir la novel·la gòtica, on podem
destacar l'obra El castillo de Otranto (1765) de Horace Walpole.
En el segle xix diversos escriptors romàntics com Edgar Allan Poe, Sheridan Le Fanu i Mary Shelley van renovar aquest tipus de gènere aportant nous temes i formats, com per exemple el conte de terror. Després, van anar sorgint diferents sagues sobre diferents éssers imaginaris com fantasmes i vampirs.
I finalment, a començament del segle xx, va destacar la mitologia de l'escriptor H. P. Lovecraft entre d'altres.
Actualitat:
Actualment circula una gran quantitat de literatura de terror, amb productes mediocres, que ha envaït els terrenys del còmic i el cinema.

### Western/Novel·les de vaquers
Definició i datació:
La novel·la de l'oest és un gènere literari de la literatura popular o de consum, ambientat generalment al segle xix i als Estats Units d'Amèrica, durant el període d'expansió d'aquesta nació cap a l'anomenat far west (llunyà oest).
Origen: 
Els creadors del gènere van ser James Fenimore Cooper, autor de L'últim dels mohicans (1826) i Washington Irving en les seves Western Journals (1832), els escriptors costumistes del Realisme nord-americà Francis Bret Harte i Mark Twain, l'alemany Karl May i el veritable iniciador del gènere, Owen Wister, amb la seva novel·la El Virginiano (1902).
Característiques:
Els seus personatges característics són el pioner, el xèrif, els texans, el bandit o malfactor pistoler, el tafur, l'hisendat ramader d'ovelles o bestiar, els indis, els mexicans, els militars sudistes o nordistes, els cercadors d'or, els ranxers, els predicadors, les noies alegres del Saloon i tots els tòpics forjats pels creadors del gènere.
Ha estat i és un gènere en permanent estat de transformació. No és, doncs, una epopeia pura i neta, sinó que es basa en l'explícita explotació i repressió, i sovint encobreix, falsifica o rectifica els fets ocorreguts. És una història que, malgrat que hagi estat narrada pels vencedors, narra també el genocidi dels indis, la barbàrie sistemàtica que el poderós exerceix sobre l'humil.
El paisatge, més que una decoració, és una forma de presència. Els indis apareixen com a éssers nobles i sincers.
Actualitat:
La pèrdua de popularitat de la novel·la de l'Oest en les últimes dècades del segle XX està estretament relacionada amb el creixent qüestionament de l'Oest mític i de la seva èpica, en particular amb l'extensió de les teories revisionistes sobre la frontera, formulades pels historiadors de l'anomenada "New Western History", a partir de finals dels anys seixanta.

### Revistes
Definició:
Publicació periòdica de format més petit que un diari però de major nombre de pàgines, millor qualitat de paper i sovint amb abundant il·lustració, publica produccions literàries, representacions teatrals esdevingudes, etc.
Segons la periodicitat pot ésser setmanal, quinzenal, mensual, etc. Quant al contingut, les revistes poden tractar exclusivament d'una matèria (de medicina, literatura, cinema, música, gastronomia, etc.) i són editades per organismes particulars, o poden incloure temàtica diversa (amb informació general, temes d'actualitat, vida cultural, espectacles, passatemps, etc.) i són editades per societats de publicacions amb finalitat purament comercial i de gran tiratge.
Tipus segons el contingut:
Informatives:

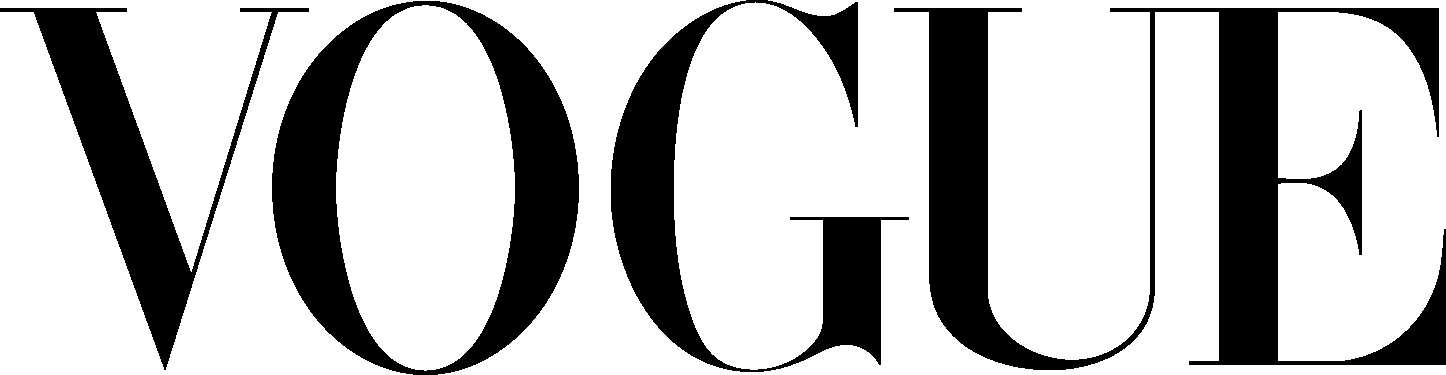
Logo d'una revista de moda (Vogue).

Són revistes que informen sobre successos i esdeveniments importants de l'actualitat, per exemple: notícies, crítiques, articles...
Pretén mantenir informat al lector dia a dia d'una manera clara i entenedora.
Especialitzades:
Són revistes que tracten d'un sol tema i del seu contingut, com per exemple les revistes de futbol, de ciclisme...
D'oci:
Són un tipus de revistes que tenen com a objectiu entretenir al lector.
Les més comunes són les revistes de moda, d'humor...
Científiques:
 Són revistes que informen o expliquen informació sobre la ciència i les seves branques. També donen informació sobre esdeveniments científics que estan passant en l'actualitat.

### Còmics
Definició:
Seqüència de vinyetes o representacions gràfiques que narren una historieta mitjançant imatges i textos que apareixen tancats en un globus o entrepà.
Tipus:
Superherois:Aventures de persones amb superpoders que volen fer el bé i ajudar a la gent.
Horror: histories de por.
Històrics: expliquen diferents històries del món però de forma animada.
Comèdia: historietes amb sentit de l'humor.
Infantil: tenen com a objectiu entretenir i ensenyar als més joves.
Tira còmica: còmic breu per entretenir i fer passar una bona estona al públic.
Romanç: còmic que narra històries amoroses entre dos personatges i les seves aventures.
Ciència-ficció: narra històries basades en el desenvolupament de les possibilitats científiques i tècniques.
Fantasia: narra històries d'una manera fantàstica, és a dir, utilitzant elements màgics o irreals. És comuna l'aparició d'elements mitològics.
Adaptacions literàries o de pel·lícules: són còmics que expliquen l'argument d'una pel·lícula, ja que són adaptacions al paper.
Educatius o didàctics: tenen com a objectiu ensenyar i educar al lector d'una manera senzilla.
Característiques:

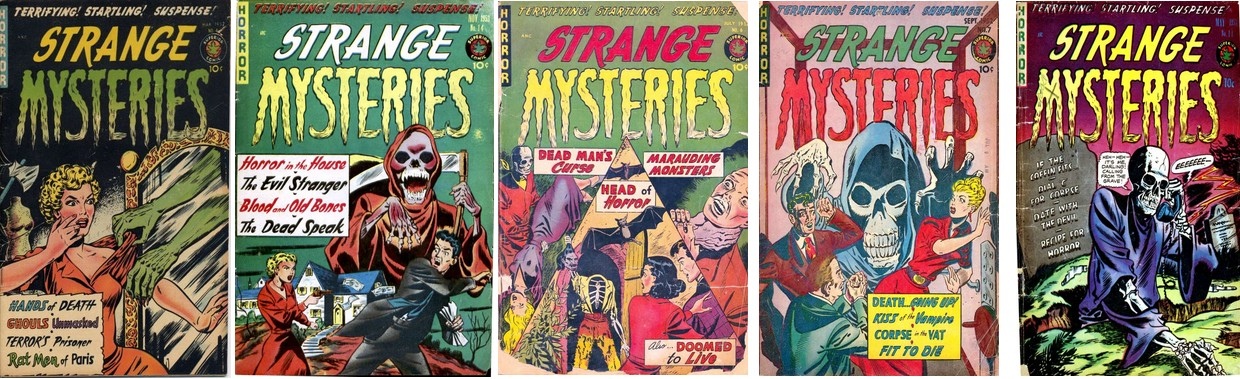
Col·lecció de còmics (Strange Mysteries).

- Caràcter predominant narratiu, diacrònic, del missatge.
- Integració d'elements verbals i icònics.
- Utilització d'una sèrie ben definida -en els seus aspectes bàsics- de codis i convencions.
- La seva realització s'efectua atenent a una àmplia difusió, a la qual cosa sol subordinar-se la seva creació.
- La seva finalitat és entretenir encara que hi ha casos que també volen transmetre uns coneixements .
Origen:
Les primeres aparicions d'aquest tipus de subgènere van ser en les manifestacions artístiques de l'Antiguitat i l'Edat Mitjana. També en pintures murals egípcies o gregues, relleus romans, vitralls d'esglésies, manuscrits...
Més tard amb la invenció de la impremta (1446) i la litografia (1789) es va iniciar la reproducció massiva de dibuixos.
A la primera meitat del segle xix destaquen pioners com Rodolphe Töpffer, però serà a la premsa com a primer mitjà de comunicació de masses.
A partir de 1929, comencen a triomfar les tires d'aventures de grafisme realista, com Flash Gordon (1934) o Príncep Valent (1937). Aquestes envairan Europa a partir de 1934 com Le Journal de Mickey, encara que amb resistències com Tintín (1929) i Le Journal de Spirou (1938), i moviments originals com el de la novel·la en imatges. A partir d'aquest any, però, les tires de premsa nord-americanes començarien a acusar la competència dels comic-books protagonitzats per superherois.
Durant la postguerra, les escoles argentines, franc-belgues i japoneses adquireixen un gran desenvolupament, gràcies a figures com Oesterheld, Franquin i Tezuka, respectivament.
Amb això, i amb la competència de nous mitjans d'entreteniment com la televisió, el còmic va deixant de ser un mitjà massiu, excepte al Japó. Precisament, la seva historieta conquistarà la resta del món a partir de 1988, gràcies a l'èxit de les seves versions en dibuixos animats (anime). De la mateixa manera, les experiències del còmic underground de la dècada de 1960 cristal·litzen en un sòlid moviment alternatiu, ja en els anys 1980, que dona lloc al seu torn al moviment de la novel·la gràfica.
Actualment, Internet també constitueix un nou factor a tenir en compte.